# 霍华德号驱逐舰 (DDG-83)
霍华德号驱逐舰（USS Howard (DDG-83)）是美国海军阿利·伯克级驱逐舰的第三十三艘，以海军陆战队一级军士长吉米·E·霍华德命名。
霍华德号驱逐舰于1998年12月9日在缅因州巴斯的巴斯钢铁厂安放龙骨，1999年11月20日下水，2001年10月20日服役。